# Carlos Bouzas
Carlos Bouzas (Montevideo, 1937-28 de septiembre de 2019) fue un sindicalista de Uruguay. Fue presidente de la empresa aeronáutica estatal PLUNA de 2005 a 2010.

## Biografía
En 1966 participa, junto con Doreen Javier Ibarra, en la fundación del Movimiento Popular Unitario, y se integraron al Frente Izquierda de Liberación. Posteriormente, en 1971, se integran al recién fundado Frente Amplio.
Fue dirigente sindical bancario desde 1967 a 1976 y desde 1985 a 1992. Dirigente de la CNT desde 1971 hasta 1976, siendo uno de los responsables de la huelga general que enfrentó el golpe de Estado del 27 de junio de 1973; y del PIT-CNT, desde 1985 hasta 1992.
Tras el golpe de Estado del 27 de junio de 1973, fue miembro del Coordinador de la CNT en el exilio, en períodos de dictadura en Uruguay. Bouzas, desde España, fue uno de los responsables de hacer llegar a Uruguay la ayuda para familiares de presos políticos y de desaparecidos. 
En las elecciones de 1989 acompañó a Germán Araújo con la Corriente de Unidad Frenteamplista en la plancha senatorial de la Lista 1001, y es electo senador suplente; cuando fallece Araújo, Bouzas asume la banca.
Fue designado por el gobierno del Frente Amplio en el 2005 como Presidente de PLUNA, cargo que ocupó hasta 2010.
Murió el 28 de septiembre de 2019.

## Obras
De sus experiencias de actividad ha hecho reflexiones en la prensa y en libros. Se destacan:
- Todo lo que quería saber sobre la banca pero temía preguntar (Análisis crítico del funcionamiento del sistema financiero)
- Para quien va conmigo (Repercusiones de la desaparición de la URSS en la izquierda uruguaya)
- La Generación de Cuesta (Estudio sobre el proceso de unidad en el movimiento sindical uruguayo)
- De pescadores (Narrativa a propósito de la pesca artesanal)
- Memo y el pato (narrativa, cuentos)